# Meilhan (Landes)
Meilhan is een gemeente in het Franse departement Landes (regio Nouvelle-Aquitaine). De plaats maakt deel uit van het arrondissement Dax. Meilhan telde op 1 januari 2022 1.206 inwoners.

## Geografie
De oppervlakte van Meilhan bedroeg op 1 januari 2022 39,07 vierkante kilometer; de bevolkingsdichtheid was toen 30,9 inwoners per km².

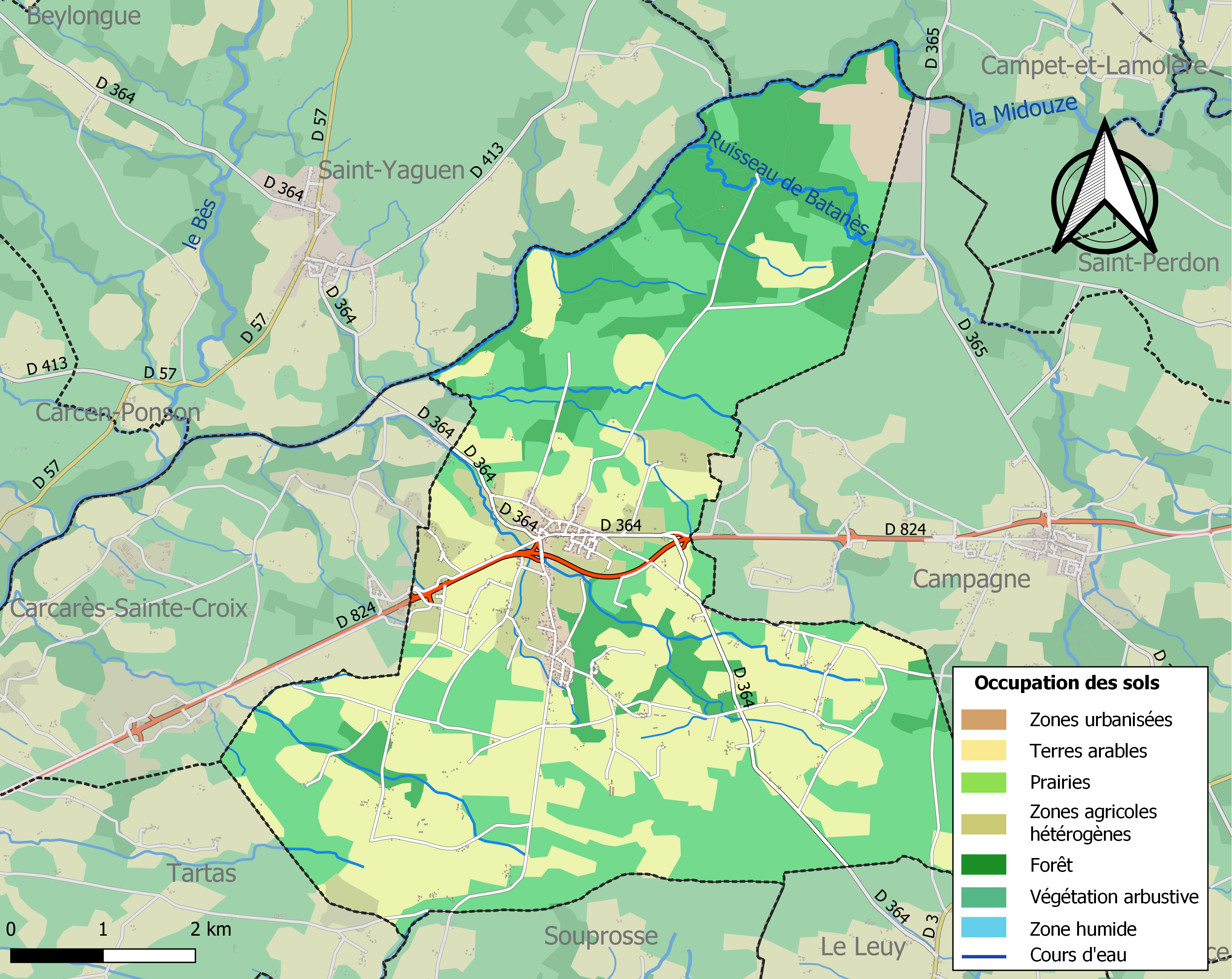
Kaart van de gemeente met de belangrijkste infrastructuur, bodemgebruik en omliggende gemeenten

## Demografie
Onderstaande figuur toont het verloop van het inwonertal (bron: INSEE-tellingen).